# Congregazione dei vescovi e regolari
La Congregazione dei vescovi e regolari, in latino Congregatio episcoporum et regularium, era un organismo della Curia romana, oggi soppresso.

## Storia
La Congregazione dei vescovi e regolari nasce nel 1601 con papa Clemente VIII che unì due precedenti dicasteri della Curia romana:
- la Congregatio super consultationibus episcoporum (Congregazione sulla consultazione dei vescovi), fondata da papa Gregorio XIII nel 1576;
- e la Congregatio super consultationibus regularium (Congregazione sulla consultazione dei regolari), voluta da papa Sisto V nel 1586.

Le due istituzioni furono confermate nella costituzione Immensa Aeterni Dei con la quale Sisto V, il 22 gennaio 1588, riformava la Curia papale. A partire dal 1593 esse ebbero un unico prefetto e nel 1601 i documenti pontifici segnalano il loro accorpamento, senza un atto formale in proposito, sotto il nome di Congregatio negotiis et consultationibus Episcoporum et Regularium praeposita, nota in seguito con il nome di Congregatio episcoporum et regularium.
Nel Settecento e nell'Ottocento sorsero conflitti di competenza con altri due dicasteri romani, la Congregazione della disciplina dei regolari, istituita nel 1698, e la Congregazione sullo stato degli ordini regolari, creata nel 1846. Nel 1856 papa Pio IX decise che da quel momento i prefetti della Congregazione dei vescovi e regolari assumessero anche l'incarico di prefetti della Congregazione della disciplina dei regolari. Nel 1906 le Congregazioni della disciplina dei regolari e sullo stato degli ordini regolari furono soppresse e le loro competenze affidate alla Congregazione dei vescovi e regolari; a quest'ultima furono inoltre assegnate in esclusiva le competenze sui seminari.
La Congregazione fu soppressa da papa Pio X con la Sapienti consilio del 29 giugno 1908. Le competenze relative ai vescovi e ai seminari passarono alla Congregazione Concistoriale, quelle relative ai religiosi alla nuova Congregazione dei religiosi.

## Cronotassi

### Prefetti
- Benedetto Giustiniani (1598 - 27 marzo 1621 deceduto)[2]
- Marzio Ginetti (prima del 1635 - 1º marzo 1671 deceduto)[3]
- Francesco Maria Brancaccio (1671 - 9 gennaio 1675 deceduto)
- Gaspare Carpegna (10 gennaio 1675 - 6 aprile 1714 deceduto)
- incarico vacante (1714-1721)
- Fabrizio Paolucci (9 settembre 1721 - 6 giugno 1724 nominato Segretario di Stato)
- Francesco Barberini (22 giugno 1726 - 17 agosto 1738 deceduto)
- Giuseppe Firrao (27 agosto 1738 - 24 ottobre 1744 deceduto)
- Raffaele Cosimo de' Girolami (10 novembre 1744 - 21 febbraio 1748 deceduto)
- Carlo Alberto Guidobono Cavalchini (2 marzo 1748 - 7 marzo 1774 deceduto)
- Francesco Carafa della Spina di Traetto (29 marzo 1775 - 20 settembre 1818 deceduto)
- Bartolomeo Pacca (29 novembre 1818 - 1826 dimesso)
- Carlo Odescalchi (1º ottobre 1826[4] - 21 novembre 1834 nominato cardinale vicario)
- Giuseppe Sala (21 novembre 1834 - 23 giugno 1839 deceduto)
- Costantino Patrizi Naro (2 luglio 1839 - 22 dicembre 1841 nominato cardinale vicario)
- Pietro Ostini (25 gennaio 1842 - 2 maggio 1847 nominato prefetto della Congregazione del concilio)
- Antonio Francesco Orioli (2 maggio 1847 - 20 febbraio 1852 deceduto)
- Gabriel della Genga Sermattei (14 aprile 1852 - 1860 dimesso)
- Niccola Clarelli Parracciani (10 ottobre 1860 - 23 aprile 1863 nominato segretario dei Brevi Apostolici)
- Angelo Quaglia (23 aprile 1863 - 27 agosto 1872 deceduto)
- Giuseppe Andrea Bizzarri (31 agosto 1872 - 26 agosto 1877 deceduto)
- Innocenzo Ferrieri (1878 - 12 agosto 1886 dimesso)
- Ignazio Masotti (12 agosto 1886 - 31 ottobre 1888 deceduto)
- Isidoro Verga (12 novembre 1888 - 1º ottobre 1896 nominato penitenziere maggiore)
  - Serafino Vannutelli (1º ottobre 1896 - 20 novembre 1899) (pro-prefetto)
- Girolamo Maria Gotti, O.C.D. (20 novembre 1899 - 29 luglio 1902 nominato prefetto della Congregazione de Propaganda Fide)
- Angelo Di Pietro (20 luglio 1902 - 27 novembre 1902 nominato pro-datario)
- Domenico Ferrata (27 novembre 1902 - 26 ottobre 1908 nominato prefetto della Congregazione per i Sacramenti)

### Segretari
- Silvio Antoniano (1º gennaio 1590 - 3 marzo 1599 creato cardinale)
- Girolamo Agucchi (1º gennaio 1600 - 9 giugno 1604 creato cardinale)
- Berlinghiero Gessi (9 giugno 1604 - 4 giugno 1607 dimesso)
- Antonio Ortensi (4 giugno 1607 - 16 luglio 1614 deceduto)
- Antonio Tornielli (1º gennaio 1621 - 15 dicembre 1636 nominato vescovo di Novara)
- Lelio Falconieri (1º gennaio 1639 - 1º gennaio 1642 dimesso)
- Cesare Facchinetti (1º gennaio 1642 - 13 luglio 1643 creato cardinale)
- Girolamo Farnese (6 febbraio 1644 - 9 aprile 1655 nominato prefetto del Palazzo Apostolico)
- Camillo Melzi (16 luglio 1655 - 9 aprile 1657 creato cardinale)
- Emilio Bonaventura Altieri (9 aprile 1657 - 1º agosto 1664 nominato segretario della Congregazione della Romana e Universale Inquisizione)
- Mario Alberizzi (1º agosto 1664 - 17 febbraio 1671 nominato nunzio apostolico in Austria)
- Girolamo Casanate (17 febbraio 1671 - 12 giugno 1673 creato cardinale)
- Antonio Pignatelli (29 giugno 1673 - 29 maggio 1675 nominato Maestro di Camera della Corte Pontificia)
- Giambattista Spinola (29 maggio 1675 - 1º settembre 1681 creato cardinale)
- Bandino Panciatichi (1º ottobre 1686 - 7 ottobre 1689 nominato pro-Datario di Sua Santità)
- Giacomo Cantelmo (15 dicembre 1689 - 13 febbraio 1690 creato cardinale)
- Niccolò Radulovich (12 luglio 1691 - 3 settembre 1695 dimesso)
- Marcello d'Aste (3 settembre 1695 - 30 giugno 1698 nominato presidente della Legazione di Urbino)
- Nicola Grimaldi (11 dicembre 1701 - 17 maggio 1706 creato cardinale)
- Ferdinando Nuzzi (17 maggio 1706 - 16 dicembre 1715 creato cardinale)
- Vincenzo Petra (16 dicembre 1715 - 20 novembre 1724 creato cardinale)
- Pier Luigi Carafa (20 novembre 1724 - 20 settembre 1728 creato cardinale)
- Antonio Saverio Gentili (20 settembre 1728 - 17 maggio 1731 nominato Datario di Sua Santità)
- Giuseppe Spinelli (17 maggio 1731 - 15 dicembre 1734 nominato arcivescovo metropolita di Napoli)
- Carlo Gaetano Stampa (12 dicembre 1734 - 6 maggio 1737 nominato arcivescovo metropolita di Milano)
- Raffaele Cosimo de' Girolami (1º aprile 1737 - 9 settembre 1743 creato cardinale)
- Giuseppe Maria Feroni (9 settembre 1743 - 26 novembre 1753 creato cardinale)
- Pietro Girolamo Guglielmi (26 novembre 1753 - 24 settembre 1759 creato cardinale)
- Simone Buonaccorsi (24 settembre 1759 - 18 luglio 1763 creato cardinale)
- Giuseppe Simonetti (18 luglio 1763 - 26 settembre 1766 creato cardinale)
- Francesco Carafa della Spina di Traetto (1º dicembre 1766 - 19 aprile 1773 creato cardinale)
- Bernardino Honorati (30 settembre 1775 - 3 giugno 1777 creato cardinale)
- Giulio Maria della Somaglia (1º gennaio 1787 - 1º giugno 1795 creato cardinale)
- Giuseppe Firrao il Giovane (18 agosto 1795 - 23 febbraio 1801 creato cardinale)
- Giuseppe Morozzo Della Rocca (2 dicembre 1807 - 11 marzo 1816 creato cardinale)
- Fabrizio Sceberras Testaferrata (11 marzo 1816 - 6 aprile 1818 creato cardinale)
- Cesare Guerrieri Gonzaga (6 aprile 1818 - 27 settembre 1819 creato cardinale)
- Carlo Zen (22 novembre 1819 - 29 giugno 1825 deceduto)
- Giovanni Marchetti (1826 - 21 maggio 1827)
- Francesco Canali (21 maggio 1827 - 23 giugno 1834 creato cardinale)
- Giovanni Soglia Ceroni (23 giugno 1834 - 18 febbraio 1839 pubblicato cardinale)
- Fabio Maria Asquini (9 aprile 1839 - 21 aprile 1845 creato cardinale)
- Gaetano Baluffi (22 aprile 1845 - 21 settembre 1846 nominato arcivescovo, titolo personale, di Imola)
- Domenico Lucciardi (2 ottobre 1846 - 5 settembre 1851 nominato vescovo di Senigallia)
  - Giuseppe Andrea Bizzarri (5 settembre 1851 - 27 giugno 1853 nominato segretario) (pro-segretario)
- Giuseppe Andrea Bizzarri (27 giugno 1853 - 16 marzo 1863 creato cardinale)
- Stanislao Svegliati (? - 23 agosto 1871)
- Salvatore Nobili Vitelleschi (24 agosto 1871 - 17 settembre 1875 creato cardinale)
- Enea Sbarretti (2 ottobre 1875 - 12 marzo 1877 creato cardinale)
- Angelo Bianchi (8 giugno 1877 - 30 settembre 1879 nominato nunzio apostolico in Spagna)
- Giovanni Battista Agnozzi (30 settembre 1879[5] - ?)
- Ignazio Masotti (30 marzo 1882 - 10 novembre 1884 creato cardinale)
- Placido Maria Schiaffino (18 novembre 1884 - 27 luglio 1885 creato cardinale)
- Luigi Sepiacci (2 luglio 1886 - 14 dicembre 1891 creato cardinale)
- Giuseppe Maria Graniello (8 gennaio 1892 - 12 giugno 1893 creato cardinale)
  - Luigi Trombetta (20 giugno 1893 - 24 dicembre 1896 nominato segretario) (pro-segretario)
- Luigi Trombetta (24 dicembre 1896 - 18 giugno 1899 creato cardinale)
- Agapito Panici[6] (1900 - 7 febbraio 1902 deceduto)
- Filippo Giustini (28 aprile 1902 - 29 giugno 1908 congregazione soppressa)